# Katara (vila cultural do Catar)

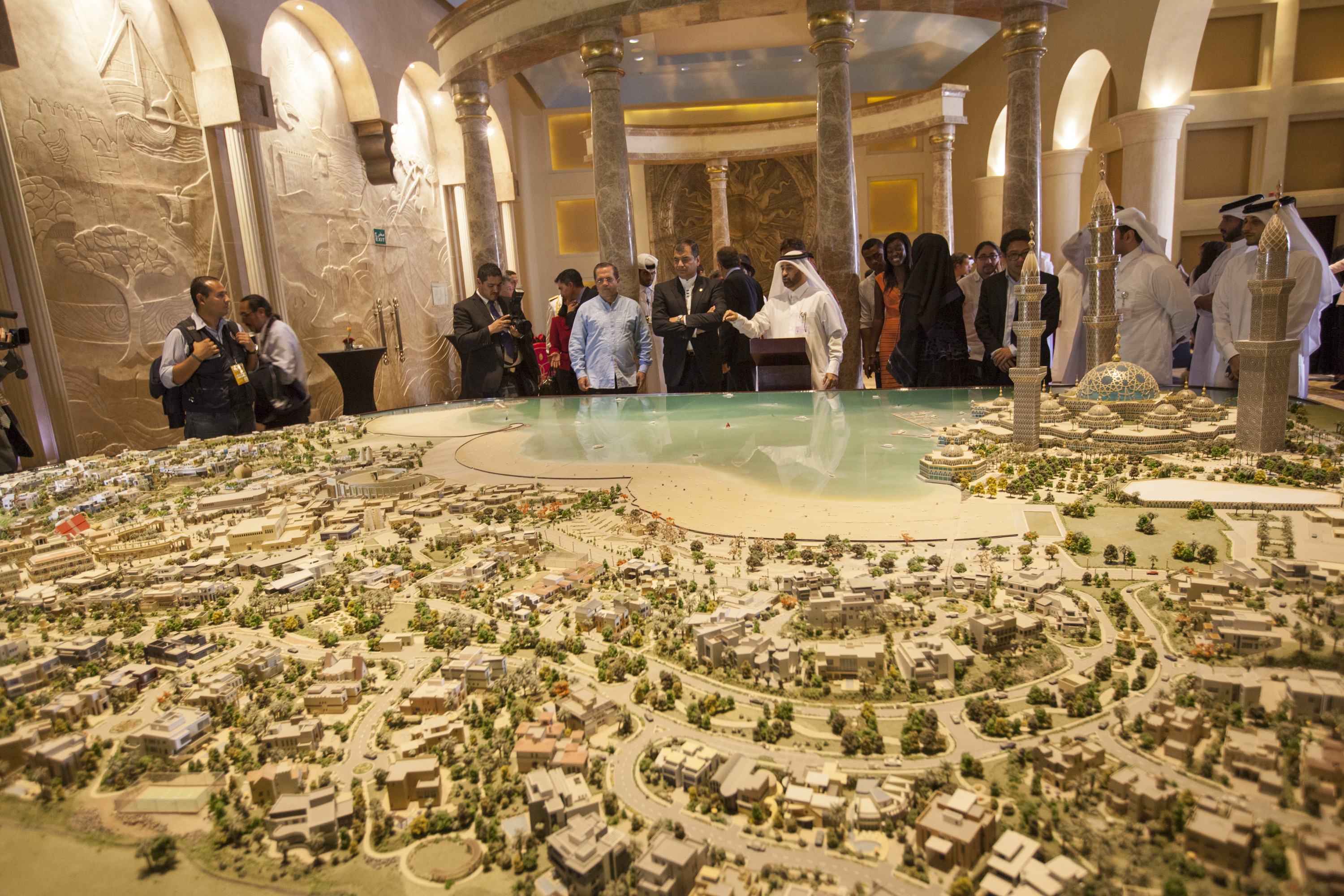
Um modelo em escala de Katara

Katara é uma "vila cultural" localizada em Doha, Catar. Foi inaugurada em outubro de 2010 durante o Festival de Cinema de Doha Tribeca (DTFF), um evento que recebe desde então.

## Etimologia
"Katara" era o nome histórico usado para o Catar antes do século XVIII. O geógrafo Ptolomeu se referiu à Península do Catar sob o nome 'Catara' em 150 e em meados do século II, no Atlas Histórico do Islã.

## Visão geral
Muitas organizações do Catar têm seus escritórios em Katara. Isso inclui a Sociedade de Engenheiros do Catar, Sociedade de Belas Artes do Catar, Centro de Artes Visuais, Sociedade Fotográfica do Catar, Centro Cultural da Infância, Sociedade de Teatro e Academia de Música do Catar. O QMA gerencia a Galeria QMA, um local público de arte na vila. Os edifícios e instalações de Katara foram deliberadamente organizados para refletir o patrimônio cultural e arquitetônico do país.

## Projetos de desenvolvimento
O cruzamento da Baía de Doha (também conhecido como Sharq Crossing) é um caminho entre 600 metros e 1.300 metros que ligará o Aeroporto Internacional de Hamad ao distrito de Katara. Está programado para ser concluído em 2021.
Um projeto de 38.000 km², apelidado de "Katara Plaza", foi lançado em abril de 2015. Ele contará com vários pontos de venda.

## Facilidades

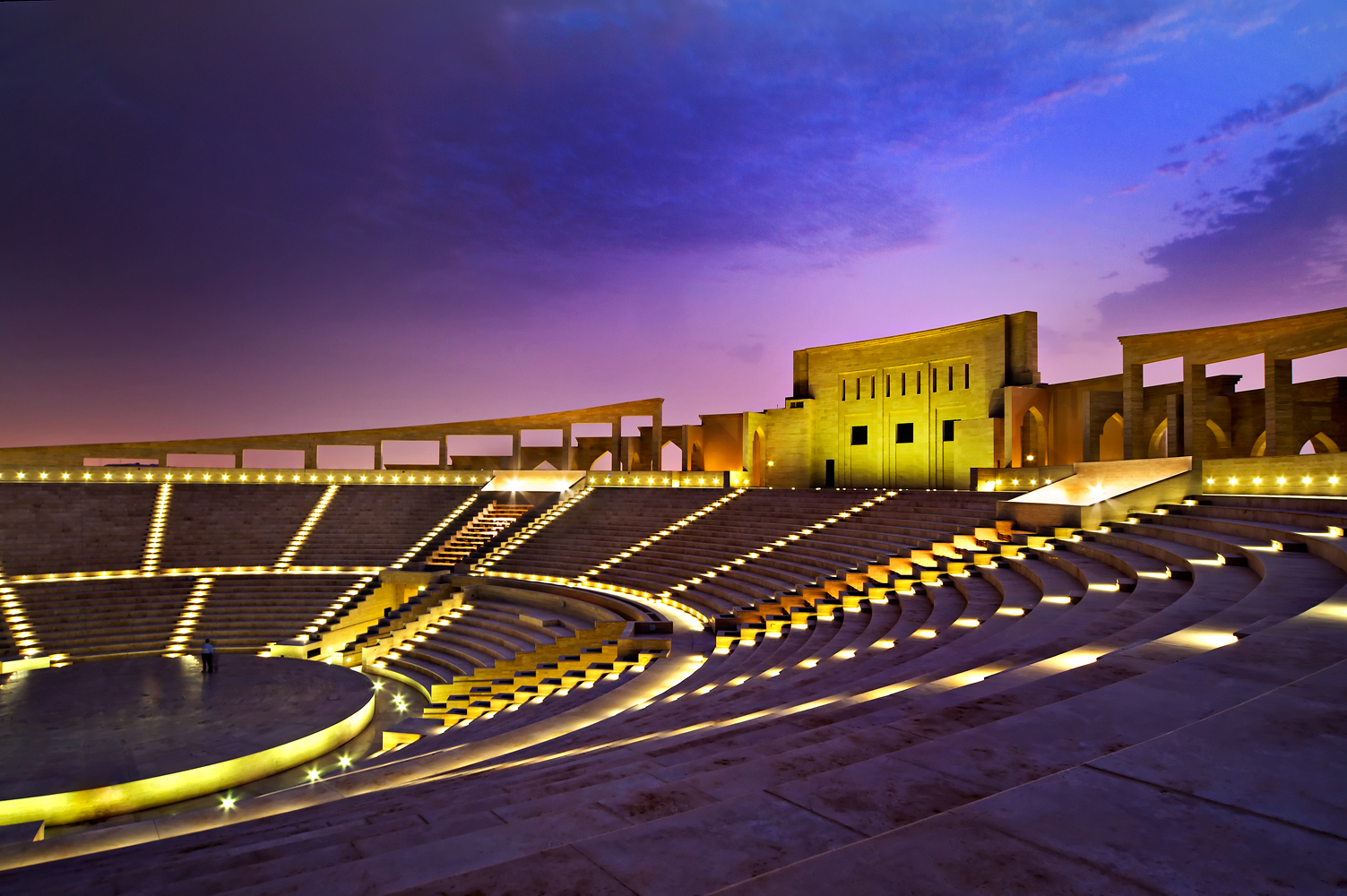
O anfiteatro em Katara

Katara tem um anfiteatro aberto, uma casa de ópera, um cinema polivalente, uma sala de conferências polivalente, uma praia e um souq. É também o local da AlBahie Auction House.

## Eventos

### Jornada de Fath Al Kheir
A jornada de Fath Al Kheir é uma viagem organizada pela gerência de Katara para promover a herança marítima do Catar. A primeira viagem ocorreu no Golfo Pérsico de 22 de novembro a 18 de dezembro de 2013. Uma segunda viagem foi lançada em 6 de outubro de 2015. O navio foi tripulado por 40 catarianos em trajes tradicionais e navegou pelo Mar da Arábia, com os principais destinos sendo Omã e Índia. O embaixador indiano no Catar o considerou um marco nas relações bilaterais dos países.

### Fórum de arte de Katara
Um fórum de discussão de dois dias para as artes foi inaugurado em Katara em 2014. Um evento anual, o fórum apresenta pesquisadores locais e internacionais que fazem discursos sobre tópicos como a história da arte árabe e grupos de arte árabe.